# 三水市纪元塔博物馆
三水市纪元塔博物馆，位于中国广东省佛山市三水森林公园，1995年10月16日建成，1997年7月17日公布为三水市文物保护单位。三水市撤销后，原三水市文物保护单位大多在2006年10月25日列入第四批佛山市文物保护单位，而三水市纪元塔博物馆不在其中。